# 橫當島
橫當島（日语：／ Yokoate-jima）是吐噶喇群島中的一個島嶼，位於該群島的最南端，是一個無人島。
行政區劃上，屬於日本鹿兒島縣鹿兒島郡十島村。自1974年至1994年期間，有來自奄美大島的人定期上島採摘檳榔。
附屬島嶼上之根島，在橫當島約2.4公里處，也是一個無人島。